# Star TV (Турция)
Star TV — первый независимый турецкий телеканал. Основан 1 марта 1989 года в Стамбуле.
С 17 октября 2011 года входит в медиахолдинг Doğuş. Один из крупнейших производителей сериалов в Турции. Основан сыном бывшего президента и премьер-министра Турции Тургута Озала Ахметом Озалом и бизнесменом Джемом Узаном под названием Star Magic Box. Тестовое вещание канала началось 5 мая 1990 года. С 4 августа того же года приступил к полноформатному вещанию. В сентябре 2005 года через Фонд страхования сберегательных вкладов Турции был передан холдингу Doğan Holding. 17 октября 2011 года канал был продан холдингу Doğuş Medya Grubu за $327 млн.
Произвёл такие сериалы как «Осколки», «Великолепный век: Кёсем Султан» и другие.